# Viscount Lismore
Viscount Lismore, of Shanbally in the County of Tipperary, war ein erblicher britischer Adelstitel in der Peerage of Ireland.

## Verleihung und Geschichte des Titels
Der Titel wurde am 30. Mai 1806 für den irisch-britischen Unterhausabgeordneten Cornelius O’Callaghan, 2. Baron Lismore, geschaffen. Dieser hatte bereits 1797 von seinem Vater den Titel Baron Lismore, of Shanbally in the County of Tipperary, geerbt, der diesem am 27. Juni 1785 in der Peerage of Ireland verliehen worden war. Am 6. Juli 1838 wurde ihm in der Peerage of the United Kingdom auch der Titel Baron Lismore, of Shanbally in the County of Tipperary, verliehen, wodurch er unmittelbar einen Sitz im britischen House of Lords erhielt.
Alle drei Titel erloschen beim Tod seines Sohnes, des 2. Viscounts, am 29. Oktober 1898, der keine männlichen Nachkommen hinterließ.

## Liste der Titelinhaber

### Barone Lismore (1785)
- Cornelius O’Callaghan, 1. Baron Lismore (1741–1797)
- Cornelius O’Callaghan, 2. Baron Lismore (1775–1857) (1806 zum Viscount Lismore erhoben)

### Viscounts Lismore (1806)
- Cornelius O’Callaghan, 1. Viscount Lismore (1775–1857)
- George O’Callaghan, 2. Viscount Lismore (1815–1898)